# 九鬼浄隆
九鬼 浄隆（くき きよたか、旧字体：九鬼淨隆）は、日本の戦国時代の武将。九鬼氏の第9代当主。

## 略歴
九鬼定隆の長男として志摩国答志郡の田城城（三重県鳥羽市岩倉町）にて生まれる。天文20年（1551年）、父の死により家督を継ぐ。
九鬼の勢力が大きくなり他の地頭との対立が目立つようになると、安楽島・相差・国府・甲賀・和具・小鹿・浜島の志摩七島党は伊勢の国司北畠具教に援助を願い入れ、田城城を攻めた。浄隆は、波切城より馳せ参じた弟の嘉隆を従え居城の防戦に努めたが、戦力は低下するばかりとなり、戦の中で病に臥し永禄3年に死去した。一説に討死したともされる。